# Kärntner Blondvieh

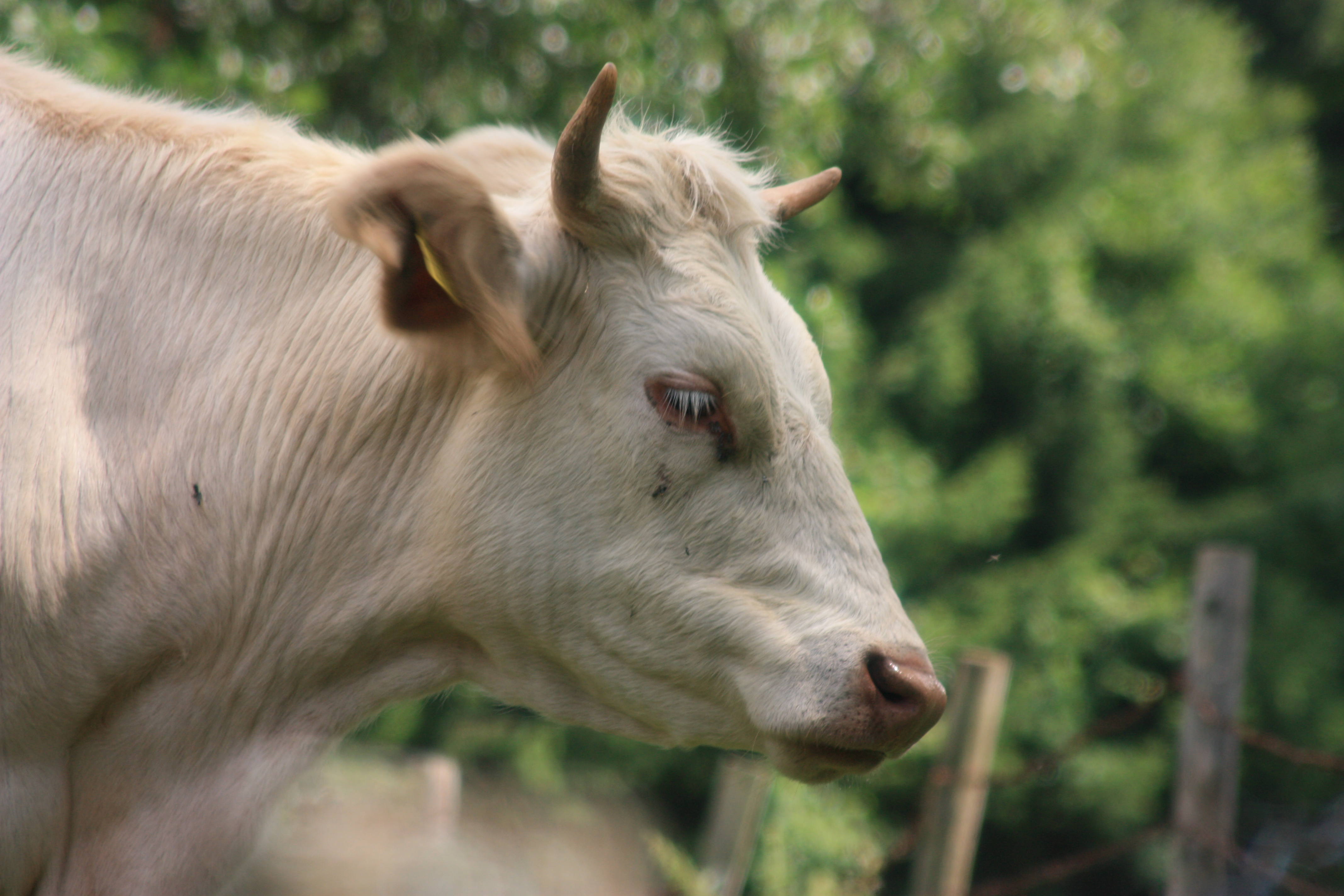

Das Kärntner Blondvieh ist eine alte Nutztierrasse, die in Kärnten und Österreich heimisch ist.

## Merkmale
Einheitlich weiß bis maisgelbe Rinderrasse mit hellem Flotzmaul, Hörnern und Klauen. Kühe 500–600 kg, Stiere 800–850 kg. Das Blondvieh diente früher als Zugvieh, Milch- und Fleischlieferant.

## Geschichte
Seit wann es diese Rasse gibt, ist nicht genau geklärt. Jede Farbabweichung gab früher eine eigene Rasse.
Adolf Gstirner sieht das Blondvieh als Abkömmling des Slowenenviehs, welches mit den Slawen nach Kärnten kam. Durch Kreuzung vor allem mit dem Gelbvieh (Würzburger Rind) entstand eine neue Rasse. Nach den Zuchtorten (Gut Mariahof bei Sankt Salvator) und dem Lavanttal nannte man die Rasse regional unterschiedlich Mariahofer und Lavanttaler. Der Zentralausschuss der Kärntner Landwirtschaftsgesellschaft beschloss in seiner Sitzung am 6. März 1890 beide Rassen unter der Bezeichnung Kärntner Blondvieh zusammenzufassen.
Am 25. März 1924 wurde der Kärntner Landes-Blondvieh-Zuchtverband gegründet, der die bisher schlechten Zuchtergebnisse verbessern sollte. Nach dem Zweiten Weltkrieg fusionierte dieser Kärntner Verband mit dem Blondviehzuchtverband Südmark zum Blondviehzuchtverband Kärnten-Steiermark.
1947 begann der Verband mit der künstlichen Besamung. Bereits 1949 wurden 9631 Besamungen vorgenommen. In Sankt Veit an der Glan wurde 1950 eine eigene Tierzuchthalle gebaut. 1970 gab es etwa 60.000 Stück Blondvieh in Kärnten. Der Bestand fiel aber bis 1990 auf nur noch etwa 100 Stück. 1994 wurde der Blondviehzuchtverein neu gegründet und 2003 gab es wieder 500 Muttertiere.
In den letzten Jahren erfolgte eine intensive Erhaltungsarbeit der spärlichen Restbestände durch lokale Vereine (Arche Austria) und die ÖNGENE.

## Bestand
2002: 421 Kühe, 42 Bullen
2005: 524 Kühe, 40 Bullen, 323 Kälber
2021: 1300 Kühe, 90 Zuchtstiere